# Саблин, Владимир Филиппович

Памятная плита на стене у главного входа в старое здание железнодорожного вокзала станции Челябинск-Главный

Владимир Филиппович Саблин (1902—1943) — сержант Рабоче-крестьянской Красной Армии, участник Великой Отечественной войны, Герой Советского Союза (1944).

## Биография
Владимир Саблин родился в 1902 году в Челябинске. Окончил начальную школу. В 1941 году Саблин был призван на службу в Рабоче-крестьянскую Красную Армию. С февраля 1942 года — на фронтах Великой Отечественной войны. К октябрю 1943 года сержант Владимир Саблин командовал миномётным расчётом 956-го стрелкового полка 299-й стрелковой дивизии 53-й армии Степного фронта. Отличился во время битвы за Днепр.
В ночь с 30 сентября на 1 октября 1943 года расчёт Саблина одним из первых переправился через Днепр в районе села Чикаловка Кременчугского района Полтавской области Украинской ССР и принял активное участие в боях за захват и удержание плацдарма на его западном берегу, отразив большое количество немецких контратак. В ходе последующих боёв Саблин погиб в бою на территории Кировоградской области Украинской ССР. Похоронен у села Грузское Кировоградского района.
Указом Президиума Верховного Совета СССР «О присвоении звания Героя Советского Союза генералам, офицерскому, сержантскому и рядовому составу Красной Армии» от 22 февраля 1944 года за «образцовое выполнение боевых заданий командования при форсировании реки Днепр, развитие боевых успехов на правом берегу реки и проявленные при этом отвагу и геройство» удостоен посмертно звания Героя Советского Союза. Также был награждён орденами Ленина и Красной Звезды, медалью.